# Championnats du monde de gymnastique rythmique 1975
Les VIIe championnats du monde de gymnastique rythmique se sont tenus à Madrid en Espagne du 20 au 23 novembre 1975. 

## Participants
La Bulgarie, l'Union soviétique et Allemagne de l'Est n'ont pas envoyés de compétiteurs.

## Résultats

### Épreuves individuelles

#### Massues
| Rang | Nation                         | Gymnaste             | AA Score | AF Score | Total  |
| ---- | ------------------------------ | -------------------- | -------- | -------- | ------ |
| 1    | Drapeau : Allemagne de l'Ouest | Christiana Rosenberg | 9.250    | 9.350    | 18.600 |
| 2=   | Drapeau : Allemagne de l'Ouest | Carmen Rischer       | 9.150    | 9.350    | 18.500 |
| 2=   | Drapeau de l'Espagne           | Maria Jesus Alegre   | 9.250    | 9.250    | 18.500 |
| 4    | Drapeau de l'Italie            | Cristina Cammelli    | 9.150    | 9.200    | 18.350 |
| 5=   | Drapeau : Allemagne de l'Ouest | Ute Barylla          | 9.050    | 8.900    | 17.950 |
| 5=   | Drapeau du Japon               | Yoko Morino          | 8.950    | 9.000    | 17.950 |

#### Ballon
| Rang | Nation                         | Gymnaste             | AA Score | AF Score | Total  |
| ---- | ------------------------------ | -------------------- | -------- | -------- | ------ |
| 1    | Drapeau : Allemagne de l'Ouest | Christiana Rosenberg | 9.350    | 9.250    | 18.600 |
| 2    | Drapeau : Allemagne de l'Ouest | Carmen Rischer       | 9.100    | 9.200    | 18.300 |
| 3    | Drapeau de l'Espagne           | Maria Jesus Alegre   | 9.050    | 9.200    | 18.250 |
| 4    | Drapeau du Japon               | Mitsuru Hiraguchi    | 9.000    | 9.150    | 18.150 |
| 5    | Drapeau du Japon               | Yoko Morino          | 8.900    | 9.200    | 18.100 |
| 6    | Drapeau de l'Italie            | Cristina Cammelli    | 8.950    | 8.950    | 17.900 |

#### Ruban
| Rang | Nation                         | Gymnaste             | AA Score | AF Score | Total  |
| ---- | ------------------------------ | -------------------- | -------- | -------- | ------ |
| 1    | Drapeau : Allemagne de l'Ouest | Carmen Rischer       | 9.450    | 9.500    | 18.950 |
| 2    | Drapeau : Allemagne de l'Ouest | Christiana Rosenberg | 9.450    | 9.450    | 18.900 |
| 3    | Drapeau de l'Espagne           | Begona Blasco        | 9.200    | 9.250    | 18.450 |
| 4=   | Drapeau : Allemagne de l'Ouest | Ute Barylla          | 9.150    | 9.200    | 18.350 |
| 4=   | Drapeau de l'Espagne           | Africa Blesa         | 9.250    | 9.100    | 18.350 |
| 6    | Drapeau de l'Italie            | Marina Odorici       | 9.050    | 8.800    | 17.850 |

#### Cerceau
| Rang | Nation                         | Gymnaste           | AA Score | AF Score | Total  |
| ---- | ------------------------------ | ------------------ | -------- | -------- | ------ |
| 1=   | Drapeau du Japon               | Mitsuru Hiraguchi  | 9.150    | 9.250    | 18.400 |
| 1=   | Drapeau : Allemagne de l'Ouest | Carmen Rischer     | 9.400    | 9.000    | 18.400 |
| 3    | Drapeau de l'Espagne           | Maria Jesus Alegre | 9.150    | 9.100    | 18.250 |
| 4    | Drapeau du Japon               | Yoko Morino        | 9.150    | 9.000    | 18.150 |
| 5    | Drapeau : Allemagne de l'Ouest | Ute Barylla        | 9.000    | 9.100    | 18.100 |
| 6    | Drapeau du Japon               | Midori Koriki      | 9.350    | 8.350    | 17.700 |

#### Concours général individuel
| Rang | Nation                         | Gymnaste             |       |       |       |       | Total  |
| ---- | ------------------------------ | -------------------- | ----- | ----- | ----- | ----- | ------ |
| 1    | Drapeau : Allemagne de l'Ouest | Carmen Rischer       | 9.150 | 9.100 | 9.450 | 9.400 | 37.100 |
| 2    | Drapeau : Allemagne de l'Ouest | Christiana Rosenberg | 9.250 | 9.350 | 9.450 | 8.650 | 36.700 |
| 3    | Drapeau de l'Espagne           | Maria Jesus Alegre   | 9.250 | 9.050 | 8.900 | 9.150 | 36.350 |
| 4    | Drapeau : Allemagne de l'Ouest | Ute Barylla          | 9.050 | 8.850 | 9.150 | 9.000 | 36.050 |
| 5    | Drapeau du Japon               | Yoko Morino          | 8.950 | 8.900 | 9.000 | 9.150 | 36.000 |
| 6=   | Drapeau de l'Italie            | Cristina Cammelli    | 9.150 | 8.950 | 8.950 | 8.850 | 35.900 |
| 6=   | Drapeau de l'Italie            | Marina Odorici       | 8.950 | 8.900 | 9.050 | 9.000 | 35.900 |
| 8    | Drapeau du Japon               | Midori Koriki        | 8.850 | 8.90  | 8.650 | 9.350 | 35.750 |
| 9=   | Drapeau de l'Espagne           | Africa Blesa         | 8.700 | 8.900 | 9.250 | 8.850 | 35.700 |
| 9=   | Drapeau du Japon               | Mitsuru Hiraguchi    | 8.600 | 9.000 | 8.950 | 9.150 | 35.700 |
| 11   | Drapeau de l'Espagne           | Begona Blasco        | 8.600 | 8.750 | 9.200 | 8.800 | 35.350 |
| 12   | Drapeau de l'Italie            | Silvia d'Alberti     | 8.550 | 8.500 | 8.450 | 8.750 | 34.250 |
| 13   | Drapeau du Canada              | Shirley Lethinen     | 8.250 | 8.400 | 8.550 | 8.700 | 33.900 |
| 14=  | Drapeau du Canada              | Doreen Chung         | 8.450 | 8.250 | 8.550 | 8.600 | 33.850 |
| 14=  | Drapeau du Canada              | Denise Fujiwara      | 8.900 | 8.600 | 7.850 | 8.500 | 33.850 |
| 16   | Drapeau du Brésil              | Ines Oliveira        | 8.350 | 7.950 | 8.650 | 8.350 | 33.300 |
| 17   | Drapeau de la France           | Josette Bellanger    | 8.450 | 7.850 | 8.500 | 8.350 | 33.150 |
| 18   | Drapeau de la France           | Patricia Vanauld     | 7.300 | 8.400 | 8.550 | 8.500 | 32.750 |
| 19=  | Drapeau de la Belgique         | Cristine Delaporte   | 8.250 | 7.850 | 8.350 | 8.100 | 32.500 |
| 19=  | Drapeau de la Belgique         | Rita de Leenheer     | 8.650 | 7.650 | 8.250 | 7.950 | 32.500 |
| 21   | Drapeau des États-Unis         | Helen Martinez       | 8.200 | 7.800 | 8.250 | 8.200 | 32.450 |
| 22   | Drapeau de l'Autriche          | Petra Ovcaric        | 8.050 | 7.600 | 8.250 | 7.900 | 31.800 |
| 23   | Drapeau des États-Unis         | Candice Feinberg     | 7.650 | 8.000 | 8.000 | 8.050 | 31.700 |
| 24   | Drapeau de la France           | Catherine Bucheton   | 7.900 | 8.400 | 8.450 | 6.750 | 31.500 |
| 25   | Drapeau de la Belgique         | Brita de Kimpe       | 8.100 | 7.200 | 7.850 | 8.150 | 31.300 |
| 26   | Drapeau d’Israël               | Batia Masnikov       | 8.450 | 7.100 | 7.550 | 8.000 | 31.100 |
| 27   | Drapeau de la Nouvelle-Zélande | Janette Ralph        | 8.150 | 7.200 | 7.900 | 7.650 | 30.900 |
| 28=  | Drapeau d’Israël               | Ilanith Frankfurt    | 7.650 | 7.350 | 7.950 | 7.900 | 30.850 |
| 28=  | Drapeau de l'Autriche          | Doris Kandler        | 8.300 | 7.250 | 7.550 | 7.750 | 30.850 |
| 30   | Drapeau des États-Unis         | Kathryn Brym         | 8.050 | 7.200 | 7.400 | 8.150 | 30.800 |
| 31=  | Drapeau de l'Autriche          | Edith Haas           | 7.900 | 7.450 | 7.700 | 7.600 | 30.650 |
| 31=  | Drapeau de la Nouvelle-Zélande | Janice Heale         | 7.900 | 7.200 | 7.750 | 7.800 | 30.650 |
| 32   | Drapeau d’Israël               | Recouvith Bloch      | 7.050 | 7.250 | 7.850 | 8.050 | 30.200 |
| 34   | Drapeau de la Nouvelle-Zélande | Kaye Wilson          | 7.750 | 7.450 | 6.700 | 7.550 | 29.450 |
| 35   | Drapeau du Royaume-Uni         | Elisabeth Mann       | 7.250 | 6.400 | 7.250 | 7.750 | 28.650 |
| 36   | Drapeau du Royaume-Uni         | Barbara Mould        | 7.700 | 5.800 | 7.400 | 7.600 | 28.500 |
| 37   | Drapeau du Royaume-Uni         | Eileen Ward          | 6.750 | 5.700 | 6.500 | 6.300 | 25.250 |

### Ensembles

#### Finale
| Rang | Nation | Preliminary Score | Final Score | Total  |
| ---- | ------ | ----------------- | ----------- | ------ |
| 1    | ITA    | 18.300            | 18.650      | 36.950 |
| 2    | JPN    | 17.950            | 18.650      | 36.600 |
| 3    | ESP    | 17.850            | 18.200      | 36.050 |
| 4    | CAN    | 16.650            | 17.050      | 33.700 |
| 5    | FRG    | 16.600            | 16.800      | 33.400 |
| 6    | FRA    | 16.650            | 16.050      | 32.700 |

#### Préliminaires
| Rang | Nation | Score  |
| ---- | ------ | ------ |
| 1    | ITA    | 18.300 |
| 2    | JPN    | 17.950 |
| 3    | ESP    | 17.850 |
| 4=   | CAN    | 16.650 |
| 4=   | FRA    | 16.650 |
| 6    | FRG    | 16.600 |
| 7    | BRA    | 16.100 |
| 8    | AUT    | 15.900 |
| 9    | BEL    | 15.850 |
| 10   | SUI    | 15.650 |
| 11   | GBR    | 15.200 |

## Tableau des médailles
| Rang | Nation | Or | Argent | Bronze | Total |
| ---- | ------ | -- | ------ | ------ | ----- |
| 1    | FRG    | 5  | 4      | 0      | 9     |
| 2    | ESP    | 0  | 1      | 5      | 6     |
| 3    | JPN    | 1  | 1      | 0      | 2     |
| 4    | ITA    | 1  | 0      | 0      | 1     |